# Pandemia de gripe A (H1N1) de 2009 en Oceanía
La pandemia de gripe A (H1N1), que se inició en 2009, entró en Oceanía el 28 de abril del mismo año cuando Nueva Zelanda fue el primer país afectado.
Los primeros casos reportados se dieron en Nueva Zelanda, el 28 de abril, luego de que los laboratorios confirmaran 11 casos y otros 43 casos sospechosos. Mientras que Australia fue el segundo país en Oceanía en registrar el primer caso de gripe A (H1N1) en una mujer australiana que había volado a Brisbane (Queensland) desde Los Ángeles.
Hasta el 9 de mayo de 2010 (fecha de la última actualización), la pandemia afectó a todos los 14 países independientes de Oceanía, y a 6 de las 21 dependencias. 6 países reportaron muertes (Australia, Nueva Zelanda, Tonga, Samoa, Islas Marshall e Islas Salomón), y de los territorios o dependencias, 4 registraron muertes (Guam, Islas Cook, Nueva Caledonia y Polinesia Francesa); todo esto sin contar al estado norteamericano de Hawái, que también registró muertes por la pandemia.

## Países y dependencias con casos confirmados

### Australia
El virus de la influenza A (H1N1) entró en Australia el 9 de mayo de 2009. Éste fue el segundo país en reportar casos de gripe A (H1N1) en Oceanía.
El 9 de mayo Australia confirmó su primer caso de la nueva gripe. Una mujer australiana del Estado de Nueva Gales del Sur resultó positivo en su examen médico para la nueva gripe del virus H1N1. Ella se enfermó cuando viajaba para el exterior.
El 26 de mayo, Australia confirmó 25 nuevos contagios, entre ellos 14 personas en un crucero de 2000 pasajeros que fueron en cuarentena, por lo que el número de casos confirmados aumentó a 50.
Hasta el 6 de junio, Australia ya contaba con 1.020 casos confirmados de gripe A (H1N1).
El 19 de junio, Australia confirmó la primera muerte provocada por la gripe A (H1N1), pero las autoridades sanitarias locales dijeron que el hombre de 26 años no había fallecido por la comúnmente llamada "gripe porcina". Sin embargo funcionarios del estado de Australia Meridional dijeron a Reuters que el hombre que falleció en el Royal Adelaide Hospital tenía varias enfermedades importantes, pero que no sabían exactamente cómo había fallecido.

### Fiyi
El virus de la influenza A (H1N1) entró en (Fiyi) el 21 de junio de 2009. Éste fue el 6º país en reportar casos de gripe A (H1N1) en Oceanía.
El 30 de abril de 2009, un turista sospechoso de estar infectado estuvo bajo permanente observación en el Hospital Lautoka; dijo el ministro de salud . Horas después, el ministro de Salud dijo que había dos casos sospechosos. Finalmente 2 casos son confirmados .
Al 11 de julio ya había 10 casos confirmados en Fiyi. Pero hasta el 9 de mayo de 2010 (fecha de la última actualización), Fiyi confirmó 73.937 casos y 708 muertes por la gripe A (H1N1).

### GuameIslas Marianas del Norte
Hasta el 9 de mayo de 2010 (fecha de la última actualización), Guam confirmó 338 casos y dos muertes por la gripe A (H1N1). Por su parte, las Islas Marianas del Norte confirmaron 71 casos de gripe A (H1N1).

### Islas Cook
El virus de la influenza A (H1N1) entró en las Islas Cook el 7 de julio de 2009. Éste fue el tercer territorio (dependencia) en reportar casos de gripe A (H1N1) en Oceanía.
Hasta el 9 de mayo de 2010 (fecha de la última actualización), las Islas Cook confirmaron 106 casos y una muerte por la gripe A (H1N1).

### Islas Marshall
El virus de la influenza A (H1N1) entró en las Islas Marshall el 14 de julio de 2009. Éste fue el 9º país en reportar casos de gripe A (H1N1) en Oceanía.
Hasta el 9 de mayo de 2010 (fecha de la última actualización), las Islas Marshall confirmaron 115 casos y una muerte por la gripe A (H1N1).

### Islas Salomón
El virus de la influenza A (H1N1) entró en las Islas Salomón el 15 de junio de 2009. Éste fue el tercer país en reportar casos de gripe A (H1N1) en Oceanía.
La agencia de noticias AFP dijo que la primera infección fue confirmada en un hombre que había estado estudiando en Australia, y que regresó a las Islas Salomón durante un feriado. Él ha sido puesto en aislamiento en un hospital de Honiara, la capital de este archipiélago.
Hasta el 9 de mayo de 2010 (fecha de la última actualización), las Islas Salomón confirmaron 4 casos y una muerte por la gripe A (H1N1).

### Kiribati
El virus de la influenza A (H1N1) entró en Kiribati el 6 de agosto de 2009. Éste fue el 13º país en reportar casos de gripe A (H1N1) en Oceanía.
Hasta el 9 de mayo de 2010 (fecha de la última actualización), Kiribati confirmó 4 casos de gripe A (H1N1).

### Micronesia
El virus de la influenza A (H1N1) entró en Micronesia el 21 de julio  de 2009.
. Éste fue el 11º país en reportar casos de gripe A (H1N1) en Oceanía
Hasta el 9 de mayo de 2010 (fecha de la última actualización), Micronesia confirmó 82 casos gripe A (H1N1).

### Nauru
El virus de la influenza A (H1N1)entró en Nauru el 31 de julio del 2009. Éste fue el 12º país en reportar casos de gripe A (H1N1) en Oceanía.
Hasta el 9 de mayo de 2010 (fecha de la última actualización), Nauru confirmó 8 casos de gripe A (H1N1).

### Nueva Caledonia
El virus de la influenza A (H1N1) entró en Nueva Caledonia el 27 de junio de 2009. Éste fue el segundo territorio (dependencia) en reportar casos de gripe A (H1N1) en Oceanía.
Esta dependencia francesa presentó sus primeros 2 decesos el 26 de agosto de 2009. Hasta el 9 de mayo de 2010 (fecha de la última actualización), Nueva Caledonia confirmó 500 casos y 9 muertes por la gripe A (H1N1).

### Nueva Zelanda
El virus de la influenza A (H1N1) entró en Nueva Zelanda el 28 de abril de 2009. Éste fue el primer país en reportar casos de gripe A (H1N1) en Oceanía.
Tras haber regresado de tres semanas de México, diez estudiantes de Rangitoto College (una escuela secundaria en la Ciudad de North Shore, Auckland) presentaron síntomas de gripe. Los 22 estudiantes y tres profesores acompañantes del viaje se encuentran actualmente aislados, con tratamiento de Oseltamivir a los pacientes y a quienes están en contacto con ellos. 10 estudiantes resultaron positivos en la prueba del virus de la influenza A. Las muestras fueron enviadas al laboratorio de la OMS para Melbourne. Además, cinco personas se sometieron a la prueba del virus de la influenza A. Aunque se detectaron dos casos sospechosos aislados, ambos fueron descartados luego de las pruebas realizadas en laboratorio.

### Palaos
El virus de la influenza A (H1N1) entró en Palaos el 5 de julio de 2009. Éste fue el 8º país en reportar casos de gripe A (H1N1) en Oceanía.
Palaos es uno de los ocho países de Oceanía que aún no reportaron muertes por la gripe A (H1N1). 
Hasta el 9 de mayo de 2010 (fecha de la última actualización), Palaos confirmó 47 casos de gripe A (H1N1).

### Papúa Nueva Guinea
El virus de la influenza A (H1N1) entró en Papúa Nueva Guinea el 18 de junio de 2009. Éste fue el 5º país en reportar casos de gripe A (H1N1) en Oceanía.
La influenza A (H1N1) entró el 18 de junio de 2009 en este país. Hasta el 9 de mayo de 2010 (fecha de la última actualización), se reportaron 12 casos confirmados sin ninguna víctima mortal.

### Polinesia Francesa
El virus de la influenza A (H1N1) entró en la Polinesia Francesa el 10 de junio de 2009. Éste fue el primer territorio (dependencia) en reportar casos de gripe A (H1N1) en Oceanía.
El 27 de abril, los funcionarios de Tahití (Polinesia Francesa) instalaron una cámara de imagen térmica en el Aeropuerto Internacional de Faa'a para observar todos los pasajeros internacionales. Tahití tenía en su poder 48.000 dosis de Tamiflu (Oseltamivir) disponibles en caso de un brote de esta gripe.
El 10 de junio se confirmó el primer caso de gripe A (H1N1). Se trataba de un joven procedente de Estados Unidos. 
Hasta el 9 de mayo de 2010 (fecha de la última actualización), la Polinesia Francesa confirmó 183 casos y 7 muertes por la gripe A (H1N1).

### Samoa
El virus de la influenza A (H1N1) entró en Samoa el 16 de junio de 2009. Éste fue el 4º país en reportar casos de gripe A (H1N1) en Oceanía.
El Ministerio de Salud de Samoa ha confirmado su primer caso de gripe A (H1N1) el 16 de junio de 2009, después de que un estudiante australiano que estaba de visita resultase positivo a los exámenes que detectan la presencia de este virus.
30 estudiantes habían estado en cuarentena luego de que cuatro de ellos resultaron contagiados con esta gripe. Pero todos fueron tratados con Tamiflu.
El Ministerio dice que no hay motivo para alarmarse, pero pide a la población evitar las reuniones innecesarias. 
Hasta el 9 de mayo de 2010 (fecha de la última actualización), Samoa confirmó 138 casos y 2 muertes por la gripe A (H1N1).

### Samoa Americana
El virus de la influenza A (H1N1) entró en la Samoa Americana el 23 de julio de 2009. Éste fue el 5º territorio (dependencia) en reportar casos de gripe A (H1N1) en Oceanía.
Hasta el 9 de mayo de 2010 (fecha de la última actualización), la Samoa Americana confirmó 90 casos y una muerte por la gripe A (H1N1).

### Tonga
El virus de la influenza A (H1N1) entró en Tonga el 15 de julio de 2009. Éste fue el 10º país en reportar casos de gripe A (H1N1) en Oceanía.
El Reino de Tonga, en el Océano Pacífico, reportó sus primeros dos casos de gripe A (H1N1) el 15 de julio.  Los dos casos eran los siguientes: una mujer de Australia que visitaba familiares en Tonga, y otra mujer residente. El doctor a cargo de la División de Salud Pública, Malakai Ake, señaló que los exámenes de sangre que habían sido enviados a Australia confirmaron que ambas mujeres estaban contagiadas por la gripe A (H1N1). El 21 de julio se confirma la primera muerte en la isla.
Hasta el 9 de mayo de 2010 (fecha de la última actualización), Tonga confirmó 20 casos y una muerte por la gripe A (H1N1).

### Tuvalu
El virus de la influenza A (H1N1) entró en Tuvalu el 13 de agosto de  2009.Éste fue el 14º país en reportar casos de gripe A (H1N1) en Oceanía.
El primer caso confirmado fue reportado oficialmente el 12 de agosto haciéndose público al día siguiente el afectado es un marino de 32 años que zarpó desde Auckland (Nueva Zelanda) dos semanas antes de la confirmación de la gripe A el 22 de agosto se anuncia el 2° caso en un ciudadano local de 70 años que regresó de una salida a las Filipinas el 9 de noviembre ya había 18 casos confirmados al 8 de febrero 22 casos han sido confirmados. 
Hasta el 9 de mayo de 2010 (fecha de la última actualización), Tuvalu confirmó 23 casos de  gripe A (H1N1).

### Vanuatu
El virus de la influenza A (H1N1) entró en Vanuatu el 24 de junio de 2009. Este fue el 7º país en reportar casos de gripe A (H1N1) en Oceanía.
Hasta el 9 de mayo de 2010 (fecha de la última actualización), Vanuatu confirmó 3 casos de gripe A (H1N1).

### Wallis y Futuna
El virus de la influenza A (H1N1) entró en Wallis y Futuna el 12 de agosto de 2009. Éste fue el 6º territorio (dependencia) en reportar casos de gripe A (H1N1) en Oceanía.
En las islas de Wallis y Futuna, había 5 casos confirmados hasta el 4 de agosto de 2009. Mas este territorio no cuenta aún con cámaras de imagen térmica que detectan posibles afectados por la gripe A (H1N1).
Hasta el 9 de mayo de 2010 (fecha de la última actualización), las islas de Wallis y Futuna confirmaron 55 casos de gripe A (H1N1).

## Cronología
| País o dependencia       | Confirmación del primer caso |
| ------------------------ | ---------------------------- |
| Nueva Zelanda            | 28 de abril de 2009          |
| Australia                | 9 de mayo de 2009            |
| Polinesia Francesa       | 10 de junio de 2009          |
| Islas Salomón            | 15 de junio de 2009          |
| Samoa                    | 16 de junio de 2009          |
| Papúa Nueva Guinea       | 18 de junio de 2009          |
| Fiyi                     | 21 de junio de 2009          |
| Vanuatu                  | 24 de junio de 2009          |
| Nueva Caledonia          | 27 de junio de 2009          |
| Palaos                   | 5 de julio de 2009           |
| Islas Cook               | 7 de julio de 2009           |
| Islas Marshall           | 14 de julio de 2009          |
| Tonga                    | 15 de julio de 2009          |
| Micronesia               | 21 de julio de 2009          |
| Islas Marianas del Norte | 21 de julio de 2009          |
| Samoa Americana          | 23 de julio de 2009          |
| Nauru                    | 31 de julio de 2009          |
| Kiribati                 | 6 de agosto de 2009          |
| Wallis y Futuna          | 12 de agosto de 2009         |
| Tuvalu                   | 13 de agosto de 2009         |

| País o dependencia | Confirmación de la primera muerte |
| ------------------ | --------------------------------- |
| Australia          | 19 de junio de 2009               |
| Nueva Zelanda      | 4 de julio de 2009                |
| Guam               | 20 de julio de 2009               |
| Tonga              | 22 de julio de 2009               |
| Samoa              | 7 de agosto de 2009               |
| Islas Cook         | 18 de agosto de 2009              |
| Nueva Caledonia    | 22 de agosto de 2009              |
| Polinesia Francesa | 24 de agosto de 2009              |
| Islas Marshall     | 3 de septiembre de 2009           |
| Islas Salomón      | 15 de septiembre de 2009          |